# فابيان إيسيل
فابيان إيسيل (بالألمانية: Fabian Eisele) هو لاعب كرة قدم ألماني في مركز الهجوم، ولد في 10 مارس 1995 في شتوتغارت في ألمانيا. لعب مع نادي شتوتغارت ونادي هرتا برلين.

## وصلات خارجية
- فابيان إيسيل على موقع قاعدة بيانات كرة القدم.إي يو (الإنجليزية)
- فابيان إيسيل على موقع Soccerway.com (الإنجليزية)
- فابيان إيسيل على موقع عالم كرة القدم.نت (الإنجليزية)